# Bill Gunn
Bill Gunn  (* 15. Juli 1934 in Philadelphia, Pennsylvania; † 5. April 1989 in Nyack, New York) war ein US-amerikanischer Schauspieler, Regisseur und Schriftsteller.

## Leben
Der von Gunn 1973 gedrehte Horrorfilm Ganja & Hess wurde als einer der besten zehn amerikanischen Filme des Jahrzehnts bei den Internationalen Filmfestspielen von Cannes gewählt. Gunn schrieb auch das Drehbuch und spielte in der Rolle des George selbst mit.
Sein Drama Johnnas gewann 1972 einen Emmy. Er stammt gebürtig aus Philadelphia und schrieb mehr als 29 Theaterstücke zu seinen Lebzeiten. Gunn hat auch zwei Romane verfasst und schrieb mehrere produzierte Drehbücher.

## Filmografie (Auswahl)
- 1957: Look Up and Live – No Man Is an Island (Fernsehserie)
- 1961: Route 66 – Goodnight Sweet Blues (Fernsehserie)
- 1961: Gnadenlose Stadt (Naked City, Fernsehserie, 1 Folge)
- 1973: Ganja & Hess
- 1982: Auf schwankendem Boden (Losing Ground)
- 1986: Die Bill Cosby Show (The Cosby Show, 2 Folgen)